# Tư Mã Phu
Tư Mã Phu (chữ Hán: 司馬孚; 180 - 3 tháng 4, 272), biểu tự Thúc Đạt (叔達), là một nhà chính trị, nhà quân sự sống qua đời Đông Hán, Tào Ngụy và là một hoàng thân của hoàng tộc Tây Tấn trong lịch sử Trung Quốc.
Ông là em trai của Tư Mã Ý, từ một quyền thần Tào Ngụy mà trở thành người đặt nền móng cho triều đại Tây Tấn về sau. Theo vai vế, ông là chú của Tư Mã Chiêu, vai ông chú của Tấn Võ Đế Tư Mã Viêm, hoàng đế đầu tiên của Tây Tấn.

## Tiểu sử
Tư Mã Phu sinh tại huyện Ôn, quận Hà Nội (nay là tỉnh Hà Nam). Ông là hậu duệ của nhà sử học nổi tiếng Tư Mã Thiên, tác giả cuốn Sử Ký. Ông nội ông Tư Mã Tuấn (司馬儁) làm Thái thú Toánh Xuyên (潁川; nay là Vũ Châu, Hà Nam), cha ông Tư Mã Phòng làm chức Lạc Dương lệnh (洛阳令). Ông là người con thứ 3 trong 8 anh em nhà Tư Mã, trên ông có anh cả Tư Mã Lãng và anh thứ Tư Mã Ý.
Tuy vào thời cuối Đông Hán, thiên hạ hỗn loạn, nhưng Tư Mã Phu không vì thế theo nghiệp binh đao mà rất dụng công học sách. Đương thời, dù không có tiếng thần đồng như người anh cả Tư Mã Lãng hay khả năng thông tuệ như anh hai Tư Mã Ý, nhưng ông vẫn rất trứ danh vì tiếng ham học và siêng năng. Do đó, ông có mối quan hệ khá gần gũi với Tào Thực, con trai thứ tư của Tào Tháo, được cất nhắc làm chức Văn học duyện (文學掾) cho Tào Thực, sau đó lại thăng làm Thái tử trung Thứ tử (太子中庶子).
Năm Kiến An thứ 25 (220), Ngụy vương Tào Tháo qua đời, Tư Mã Phu cùng anh thứ Tư Mã Ý hiệp trợ Thế tử Tào Phi kế vị Ngụy vương, sau đó xưng Ngụy Đế. Ông lần lượt nhậm các chức vụ như Trung thư lang (中書郎), Cấp sự Thường thị (給事常侍), Hoàng môn Thị lang (黃門侍郎), Hà Nội điển nông (河內典農) và Thái thú Thanh Hà. Kiêm được phong tước Quan nội hầu (關內侯).
Sau khi Tào Ngụy Minh Đế Tào Duệ lên ngôi, ông được cấc nhắc làm Độ chi Thượng thư (度支尚書). Ông có công lao giúp đỡ Tư Mã Ý chống lại các cuộc Bắc phạt của Gia Cát Lượng, tiến thăng Thượng thư tả bộc xạ (尚書右僕射), kiêm Thượng thư lệnh (尚書令), tước Xương Bình đình hầu (昌平亭侯).
Năm Chính Thủy thứ 10 (249), Tư Mã Ý phát động sự biến Cao Bình Lăng lật đổ đại thần Tào Sảng. Sau sự kiện này, dòng họ Tư Mã chính thức nắm trọn quyền điều khiển chính sự Tào Ngụy, Tư mã Phu được phong Trường Xã huyện hầu (長社縣侯), thăng Tư không.
Năm Gia Bình thứ 3 (251), Tư Mã Ý qua đời, ông kế nhiệm chức vụ Thái úy của anh trai. Sau khi Tư Mã Ý mất, ông trở thành người thân cận và hỗ trợ cho 2 người cháu, con của Tư Mã Ý là Tư Mã Sư cùng Tư Mã Chiêu. Trong nhiều cuộc dẫn binh chống lại Thục Hán và Đông Ngô, ông nhiều lần đích thân chỉ huy mặc dù lúc này ông đã rất già, đã trên 70 tuổi.
Năm Chính Nguyên thứ 2 (255), tướng Thục Hán là Khương Duy dẫn quân xâm phạm, đánh phá Thứ sử Ung Châu là Vương Kinh, Tư Mã Phu trấn thủ Quan Trung, cản trở được đường tiến của quân Thục Hán. Sau sự chiến, ông trở về và được thăng Thái phó. Năm Cam lộ thứ 5 (260), tiến phong Trường Lạc công (長樂公).
Năm Hàm Hi thứ 2 (265), con trai của Tư mã Chiêu là Tư Mã Viêm ép Ngụy Đế Tào Hoán thoái vị, tự lên làm Hoàng đế, lập ra nhà Tây Tấn, sử gọi Tấn Vũ Đế. Do thuộc hàng vai ông chú, Tấn Vũ Đế phong ông làm An Bình vương (安平王), thực ấp 40000 hộ. Ngoài ra ông còn nhận chức Thái tể, đứng đầu hàng ngũ tông thất Tây Tấn, lo mọi việc trọng yếu của triều đình, lúc này ông đã 85 tuổi, có thể nói là thọ nhất trong số anh em Tư Mã Bát Đạt.
Năm Thái Thủy thứ 8 (272), An Bình vương Tư Mã Phu qua đời hưởng đại thọ 92 tuổi. Ông được ban thụy là An Bình Hiến vương (安平獻王). Tấn Vũ Đế rất thương tiếc, bãi triều 3 ngày để tang cho ông, đặc biệt phối thờ ông trong Thái miếu, vì công lao quá to lớn của ông với Tây Tấn.

## Gia quyến
Tư Mã Phu xuất thân từ gia đình có tám người con trai. Mỗi người đều có một hiệu kết thúc bằng chữ Đạt. Do đó, anh em họ đều được gọi chung là Tư Mã Bát Đạt (司馬八達).
- Anh em:

1. Anh cả: Tư Mã Lãng (司馬朗), tự Bá Đạt (伯達).
2. Anh trai: Tư Mã Ý (司馬懿), tự Trọng Đạt (仲達).
3. Em trai: Tư Mã Quỳ (司馬馗), tự Quý Đạt (季達).
4. Em trai: Tư Mã Tuân (司馬恂), tự Hiển Đạt (顯達).
5. Em trai: Tư Mã Tiến (司馬進), tự Huệ Đạt (惠達).
6. Em trai: Tư Mã Thông (司馬通), tự Nhã Đạt (雅達).
7. Em trai: Tư Mã Mẫn (司馬敏), tự Ấu Đạt (幼達).

- Hậu duệ:

1. Tư Mã Ung (司马邕), tự Tử Khôi (子魁), được lập làm Thế tử, mất trước Tư Mã Phu.
2. Tư Mã Vọng (司馬望), tự Tử Sơ (子初), về sau làm con kế tự của Tư Mã Lãng, tước Nghĩa Thành Dương vương (封義陽王).
3. Tư Mã Phụ (司馬輔; ? - 284), tước Thái Nguyên Thành vương (太原成王).
4. Tư Mã Dực (司馬翼), tự Tử Thế (子世), mất trước khi thành lập nhà Tấn. Tư Mã Thừa kế tự.
5. Tư Mã Hoảng (司馬晃), tự Tử Minh (子明), tước Hạ Bì Hiến vương (下邳獻王).
6. Tư Mã Côi (司馬瓌; ? - 274), tự Tử Tuyền (子泉), tước Thái Nguyên Liệt vương (太原烈王).
7. Tư Mã Khuê (司馬珪; 235 - 274), tự Tử Chương (子璋), tước Cao Dương Nguyên vương (高阳元王).
8. Tư Mã Hành (司马衡; ? - 266), tự Tử Bình (子平), tước Thường Sơn Hiếu vương (常山孝王).
9. Tư Mã Cảnh (司馬景; ? - 275), tự Tử Văn (子文), tước Phái Thuận vương (沛顺王).

- Cháu nội:

1. Tư Mã Sùng (司馬崇), con Tư Mã Ung, sau khi cha mất thì trở thành Thế tôn, mất trước Tư Mã Phu.
2. Tư Mã Long (司馬隆), mất năm 276, con Tư Mã Ung, em trai Tư Mã Sùng, sau khi Tư Mã Phu mất thì kế thừa tước vị.
3. Tư Mã Đôn (司馬敦), con Tư Mã Ung, em trai Tư Mã Sùng, kế tự Tư Mã Hành, sau kế tự Tư Mã Long khi Long không có con.
4. Tư Mã Thừa (司馬承), con Tư mã Ung, kế tự Tư Mã Dực.
5. Tư Mã Hoằng (司馬弘; ? - 293), con Tư Mã Phụ.
6. Tư mã Vĩ (司馬韡), con thứ ba của Tư Mã Phụ, kế tự Tư Mã Hoảng.
7. Tư Mã Tập (司馬緝; ? - 278), con Tư mã Phụ, kế tự Tư Mã Khuê.
8. Tư Mã Bầu (司馬裒), con Tư Mã Hoảng, mất sớm.
9. Tư Mã Ngung (司馬顒), con Tư Mã Côi. Sau tham gia Loạn bát vương.
10. Tư Mã Thao (司馬韜), con Tư Mã Cảnh.